# Arrondissement Dreux
Das Arrondissement Dreux ist eine Verwaltungseinheit des Départements Eure-et-Loir in der französischen Region Centre-Val de Loire. Hauptort (Sitz der Unterpräfektur) ist Dreux.
Im Arrondissement liegen fünf Wahlkreise (Kantone) und 108 Gemeinden.

## Wahlkreise
- Kanton Anet
- Kanton Dreux-1
- Kanton Dreux-2
- Kanton Épernon (mit 10 von 23 Gemeinden)
- Kanton Saint-Lubin-des-Joncherets

## Gemeinden
Die Gemeinden des Arrondissements Dreux sind:
| 1. Abondant (28001)                       | 2. Allainville (28003)              | 3. Anet (28007)                        | 4. Ardelles (28008)                |
| 5. Aunay-sous-Crécy (28014)               | 6. Beauche (28030)                  | 7. Berchères-sur-Vesgre (28036)        | 8. Bérou-la-Mulotière (28037)      |
| 9. Boissy-en-Drouais (28045)              | 10. Boissy-lès-Perche (28046)       | 11. Boncourt (28050)                   | 12. Boutigny-Prouais (28056)       |
| 13. Bréchamps (28058)                     | 14. Brezolles (28059)               | 15. Broué (28062)                      | 16. Bû (28064)                     |
| 17. Charpont (28082)                      | 18. Châtaincourt (28087)            | 19. Châteauneuf-en-Thymerais (28089)   | 20. Chaudon (28094)                |
| 21. Cherisy (28098)                       | 22. Coulombs (28113)                | 23. Crécy-Couvé (28117)                | 24. Croisilles (28118)             |
| 25. Crucey-Villages (28120)               | 26. Dampierre-sur-Avre (28124)      | 27. Digny (28130)                      | 28. Dreux (28134)                  |
| 29. Écluzelles (28136)                    | 30. Escorpain (28143)               | 31. Faverolles (28146)                 | 32. Favières (28147)               |
| 33. Fessanvilliers-Mattanvilliers (28151) | 34. Fontaine-les-Ribouts (28155)    | 35. Garancières-en-Drouais (28170)     | 36. Garnay (28171)                 |
| 37. Germainville (28178)                  | 38. Gilles (28180)                  | 39. Goussainville (28185)              | 40. Guainville (28187)             |
| 41. Havelu (28193)                        | 42. Jaudrais (28200)                | 43. La Chapelle-Forainvilliers (28076) | 44. La Chapelle-Fortin (28077)     |
| 45. La Chaussée-d’Ivry (28096)            | 46. La Ferté-Vidame (28149)         | 47. La Framboisière (28159)            | 48. La Mancelière (28231)          |
| 49. La Puisaye (28310)                    | 50. La Saucelle (28368)             | 51. Lamblore (28202)                   | 52. Laons (28206)                  |
| 53. Le Boullay-les-Deux-Églises (28053)   | 54. Le Boullay-Mivoye (28054)       | 55. Le Boullay-Thierry (28055)         | 56. Le Mesnil-Simon (28247)        |
| 57. Le Mesnil-Thomas (28248)              | 58. Les Châtelets (28090)           | 59. Les Pinthières (28299)             | 60. Les Ressuintes (28314)         |
| 61. Lormaye (28213)                       | 62. Louvilliers-en-Drouais (28216)  | 63. Louvilliers-lès-Perche (28217)     | 64. Luray (28223)                  |
| 65. Maillebois (28226)                    | 66. Marchezais (28235)              | 67. Marville-Moutiers-Brûlé (28239)    | 68. Mézières-en-Drouais (28251)    |
| 69. Montigny-sur-Avre (28263)             | 70. Montreuil (28267)               | 71. Morvilliers (28271)                | 72. Néron (28275)                  |
| 73. Nogent-le-Roi (28279)                 | 74. Ormoy (28289)                   | 75. Ouerre (28292)                     | 76. Oulins (28293)                 |
| 77. Prudemanche (28308)                   | 78. Puiseux (28312)                 | 79. Revercourt (28315)                 | 80. Rohaire (28316)                |
| 81. Rouvres (28321)                       | 82. Rueil-la-Gadelière (28322)      | 83. Saint-Ange-et-Torçay (28323)       | 84. Sainte-Gemme-Moronval (28332)  |
| 85. Saint-Jean-de-Rebervilliers (28341)   | 86. Saint-Laurent-la-Gâtine (28343) | 87. Saint-Lubin-de-Cravant (28346)     | 88. Saint-Lubin-de-la-Haye (28347) |
| 89. Saint-Lubin-des-Joncherets (28348)    | 90. Saint-Lucien (28349)            | 91. Saint-Maixme-Hauterive (28351)     | 92. Saint-Ouen-Marchefroy (28355)  |
| 93. Saint-Rémy-sur-Avre (28359)           | 94. Saint-Sauveur-Marville (28360)  | 95. Saulnières (28369)                 | 96. Saussay (28371)                |
| 97. Senantes (28372)                      | 98. Senonches (28373)               | 99. Serazereux (28374)                 | 100. Serville (28375)              |
| 101. Sorel-Moussel (28377)                | 102. Thimert-Gâtelles (28386)       | 103. Tremblay-les-Villages (28393)     | 104. Tréon (28394)                 |
| 105. Vernouillet (28404)                  | 106. Vert-en-Drouais (28405)        | 107. Villemeux-sur-Eure (28415)        | 108. Villiers-le-Morhier (28417)   |